# Bolszoje Buńkowo
Bolszoje Buńkowo (ros. Большое Буньково) – wieś (dieriewnia) w Rosji, w obwodzie moskiewskim, w okręgu miejskim Bogorodska. W 2010 liczyła 4084 mieszkańców.